# Bensylidenacetal

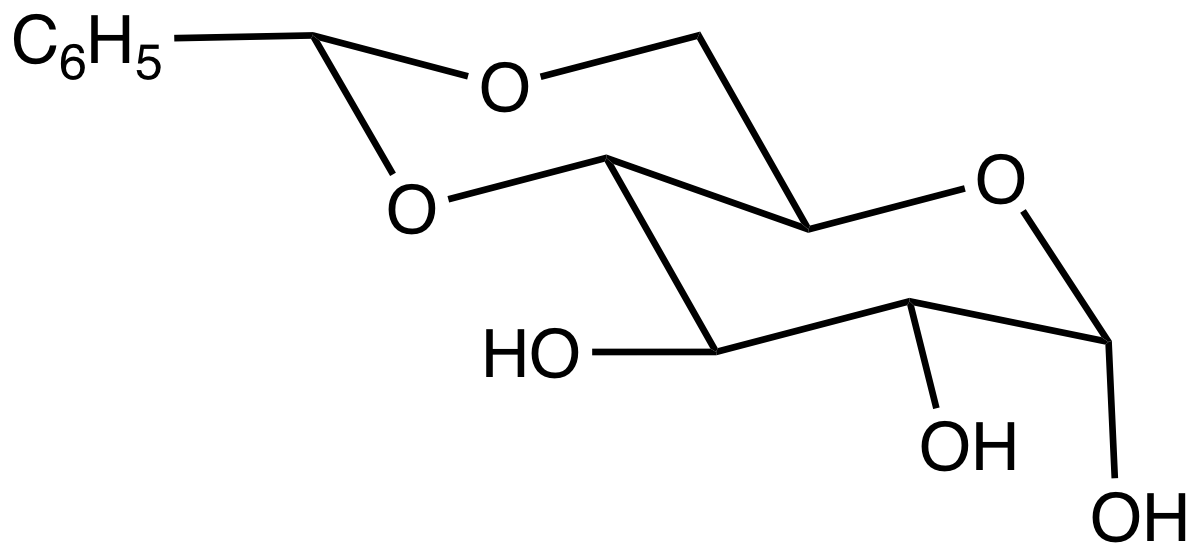
Kemisk struktur av glukos med bensylidenacetal.

Bensylidenacetal är inom organisk kemi en funktionell grupp med strukturformeln C6H5CH(OR)2 (R = alkyl, aryl). Bensylidenacetaler används som skyddsgrupper i glykemi. Dessa föreningar kan också oxideras till karboxylsyror för att öppna viktiga biologiska molekyler, t.ex. glykosaminoglykaner, för andra syntesvägar. De uppstår vid reaktion av en 1,2- eller 1,3-diol med bensaldehyd. Andra aromatiska aldehyder används också.